# Фрийс, Лотте
Лотте Фрийс (дат. Lotte Friis, род. 9 февраля 1988 в Аллерёде) — датская пловчиха, бронзовый призёр Олимпийских игр 2008 года в Пекине, многократная чемпионка мира и Европы.
Заняв третье место в 1500 метров вольным стилем на чемпионате Европы-2008 в Эйндховене, она выиграла свою первую медаль в заплыве на дальнюю дистанцию. На Летних Олимпийских играх 2008 в Пекине она выиграла бронзу в заплыве на 800 метров вольным стилем. На Чемпионате мира 2009 года она завоевала серебро в заплыве на 1500 метров вольным стилем и золото в заплыве на 800 метров вольным стилем, установив второе время и новый рекорд чемпионата. На Чемпионате мира 2010 года по водным видам спорта в Шанхае выиграла золото в заплыве на 1500 метров вольным стилем среди женщин, установив время 15.49,59, и серебро в заплыве на 800 метров вольным стилем среди женщин. Фрийс участвовала в женском заплыве на 400 метров вольным стилем и дошла до финала. Она финишировала на пятом месте с временем 4.04,68, что стало новым рекордом среди спортсменов Скандинавии по плаванию.